# Mlynica (okres Poprad)
Mlynica je obec na Slovensku v okrese Poprad. V roce 2023 zde žilo 768 obyvatel. První písemná zmínka o obci pochází z roku 1268. Do roku 1948 se obec jmenovala Milbach (německy Mühlenbach, maďarsky Malompatak).

## Památky
Nejvýznamnější památkou je románsko-gotický kostel sv. Margity Antiochijské z poloviny 13. století, stojící v opevněném vyvýšeném areálu. V 15. století byl goticky přestavěn a změněn na dvojlodní. V minulosti se v něm nacházelo Muzeum veteránů, které nyní sídlí v Kežmarku.